# ایزدخواست باصری
ایزدخواست باصری، روستایی در دهستان داریان بخش داریان شهرستان شیراز در استان فارس ایران است.

## جمعیت
بر پایه سرشماری عمومی نفوس و مسکن در سال ۱۳۹۵، جمعیت این روستا برابر با ۱٬۳۹۹ نفر (۴۲۵ خانوار) بوده است.